# Alemannia (Schiff)
Die Alemannia ist ein 1970/71 gebautes Fluss-Kreuzfahrtschiff der Breeze River Cruises GmbH in Basel. Das Schiff war bis 2007 unter dem Namen Deutschland für die Köln-Düsseldorfer und die Viking River Cruises im Einsatz. Sie ist das baugleiche Schwesterschiff der Britannia, die sich im Besitz derselben Reederei befand.

## Literatur

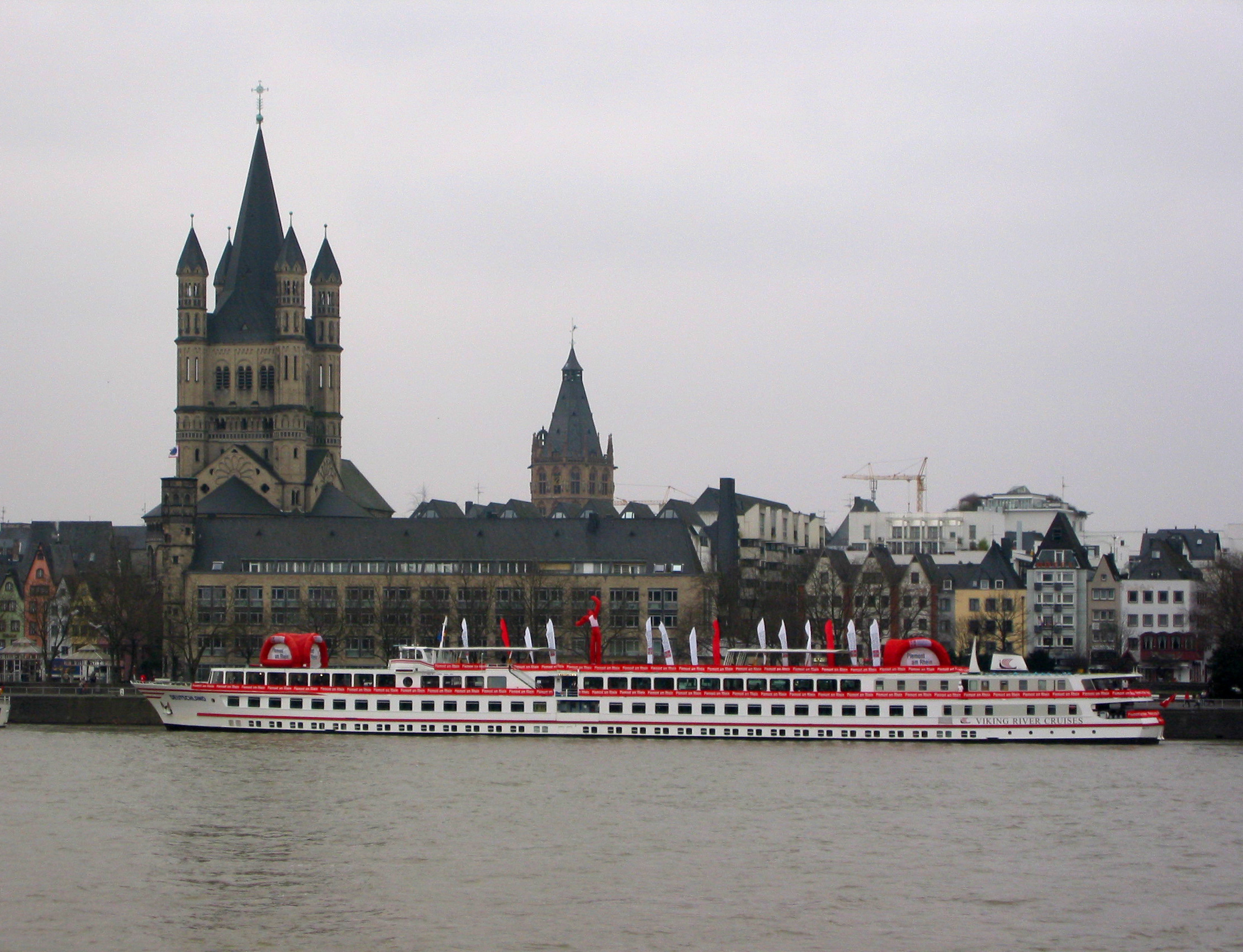
Deutschland bei einem Sondereinsatz in Köln (2002)

## Geschichte

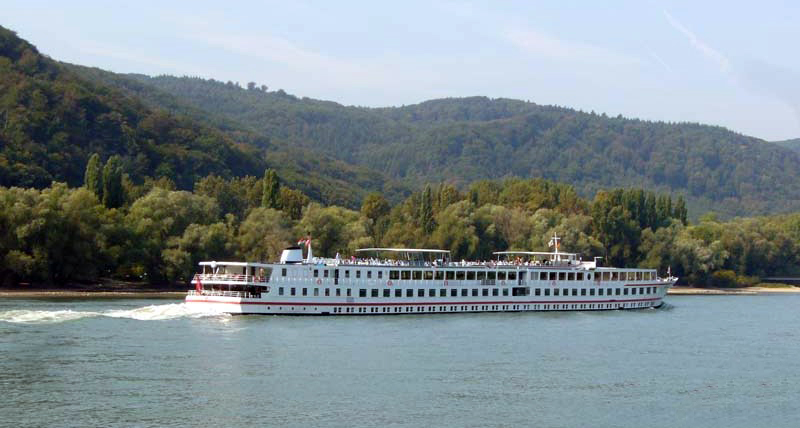
Die Alemannia auf dem Mittelrhein

Das Kabinenschiff wurde in den Jahren 1970 und 1971 durch die Schiffswerft Christof Ruthof in Mainz-Kastel unter der Baunummer 1483 für die Köln-Düsseldorfer gebaut. Die Kiellegung erfolgte im Februar 1970, der Stapellauf am 30. März des Folgejahres. Die Baukosten betrugen 14,8 Mio. DM. Die festliche Taufe auf den Namen Deutschland fand am 12. Mai 1971 durch Gabrielle von Oppenheim unter Anwesenheit des damaligen Verkehrsministers Georg Leber in Bonn statt. Am Folgetag wurde sie als Festschiff für die Feierlichkeiten des 100-jährigen Bestehens ihrer Bauwerft eingesetzt. Ab dem 16. Mai 1971 setzte die Reederei das Schiff im Plandienst zwischen Rotterdam und Basel ein.
Bei Werftablieferung verfügte das Schiff über 108 Doppelkabinen, in die teilweise ein drittes aufklappbares Wandbett integriert war, so dass 236 Fahrgäste aufgenommen werden konnten. Von November 1989 bis Februar 1990 erhielt das Schiff eine Generalsanierung bei der De Biesbosch-Werft in Dordrecht. Dabei wurden ein vorher vorhandener Grillraum und eine Veranda entfernt, so dass der Speisesaal vergrößert werden konnte. Zusätzlich erhielt das Schiff eine neue Bar und die Kabinenzahl wurde durch Umbauten zu Personalunterkünften auf 94 reduziert. Die Gesamtkosten der Umbaumaßnahme betrugen 7 Mio. DM.
Am 22. Dezember 1995 übernahm die West KD Schiffs-Invest AG, ein Tochterunternehmen der West LB, das Schiff zusammen mit den Fluss-Kreuzfahrtschiffen Austria, Britannia und Italia. Der Kaufpreis für die vier Schiffe betrug insgesamt 30 Mio. DM. Die West KD vermietete die Schiffe ab dem 1. Januar 1996 an die neugegründete KD Deutsche Flusskreuzfahrten GmbH. Am 1. Januar 1997 wurde der Besitz der Deutschland an die Schweizer Unternehmenstochter KD Triton AG übertragen, die das Schiff mit eigenem Personal bewirtschaftete. Die Deutschland wurde in Basel registriert und erhielt die neue Europa-Nummer 7001703. Als die Premicon AG am 9. März 2000 Hauptaktionär der Köln-Düsseldorfer wurde, übernahm Viking River Cruises das Flusskreuzfahrtgeschäft der Gesellschaft inklusive aller dort eingesetzten Schiffe. Der neue Eigner setzte sie bis zur Sommersaison 2007 auf ihrer Stammstrecke ein. Im Jahr 2008 wurde die Deutschland an die Schweizer Breeze River Cruises GmbH verkauft. Diese benannte das Schiff in Alemannia um und vercharterte es an den Flussreiseveranstalter Nicko Tours in Stuttgart, der es weiterhin auf Rhein und Mosel einsetzte. Mittlerweile fährt das Schiff für den Reiseveranstalter DCS Touristik in Nagel.

## Ausstattung

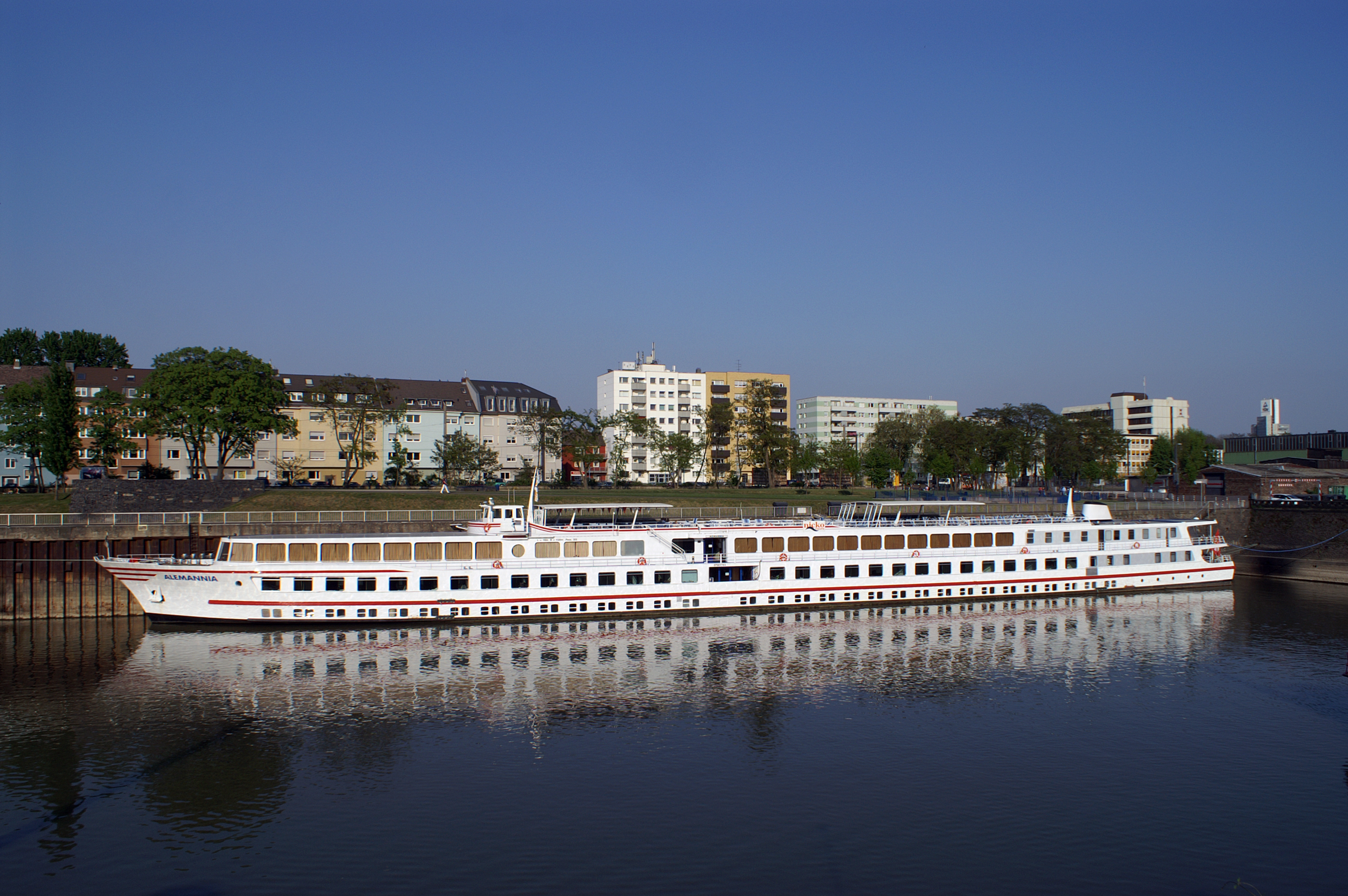
Die Alemannia im Deutzer Hafen

Die Alemannia ist ein Vierdeck-Kabinenschiff der Mittelklasse. Im Hauptdeck befinden sich mittig zwischen den Mannschafts- und Versorgungsräumen 41 Zweibett-Kabinen. Im Oberdeck liegen 51 Zweibett-Kabinen, von denen die zwei größten als Deluxe-Kabinen bezeichnet werden. Die Standardkabinen sind jeweils 12 m² groß und sie sind mit zwei getrennten Betten, Dusche/WC, Telefon und Sat-TV ausgestattet. Die beiden 24 m² großen Deluxe-Kabinen beinhalten jeweils ein Doppelbett und zusätzlich eine Sitzecke und eine Minibar. Im vorderen Panoramadeck liegt der Panoramasalon. Der mit einer Bar ausgestattete Salon ist im Bugbereich rundum verglast. Im mittleren Schiffsteil schließen das Restaurant und die Küche an. Das dreiseitig offene mit Tischgruppen ausgestattete Achterdeck wird gastronomisch genutzt. Zentraler Mittelpunkt des Sonnendecks ist der Swimming-Pool, an den sich beidseitig zwei überdachbare Ruhebereiche anschließen. Innerhalb der achtern liegenden freien Ruhefläche wurde zur Freizeitgestaltung ein Schachfeld angelegt. Das Promenadendeck ist über einen nachträglich eingebauten Treppenlift für Rollstuhlfahrer von der Eingangshalle im Oberdeck aus zu erreichen.

## Technik
Die Alemannia wird über vier 12-Zylinder-Dieselmotoren vom Typ Deutz FM716 à 378 kW über zwei Voith-Schneider-Antriebe, Typ E/115, Größe 24 angetrieben. Das ebenfalls von Voith-Schneider produzierte Bugstrahlruder vom Typ E/75, Größe 12 verfügt über einen 190 kW elektrischen Antrieb. Das Schiff ist 110 m lang, 11,60 m breit und 9,20 m hoch. Der Tiefgang ist mit maximal 1,45 m angegeben. Durch Versenken von Steuerhaus und Kamin, sowie Umlegen von Geländern und Sonnensegel kann die Höhe für Fahrten auf Gewässern mit niedrigen Brückendurchfahrten, wie Mosel und Main-Donau-Kanal, auf etwa 7,00 m verringert werden.